# Joy Page
Joy Page, nata Joy Cerrette Paige (Los Angeles, 9 novembre 1924 – Los Angeles, 18 aprile 2008), è stata un'attrice statunitense.
È conosciuta soprattutto per aver interpretato il ruolo di Annina Brandel nel film Casablanca (1942).

## Biografia
Figlia dell'attore di origine messicana Don Alvarado e di Ann Boyar, un'ebrea russa, nel 1942 debuttò sul grande schermo appena diciassettenne recitando in Casablanca. Jack Warner, suo patrigno nonché capo della Warner Brothers, non incoraggiò la sua carriera artistica e non le fece firmare un contratto, cosicché la Page da allora non apparve più in nessun film della Warner. Ciononostante, recitò in altri film prodotti da altre case cinematografiche e nel 1945 sposò il produttore William T. Orr, da cui si separò nel 1970. Si ritirò dalle scene nel 1959 e morì a Los Angeles nel 2008.

## Filmografia

### Cinema
- Casablanca, regia di Michael Curtiz (1942)
- Kismet, regia di William Dieterle (1944)
- La tigre del Kumaon (Man-Eater of Kumaon), regia di Byron Haskin (1948)
- L'amante del torero (Bullfighter and the Lady), regia di Budd Boetticher (1951)
- La vendetta di Kociss (Conquest of Cochise), regia di William Castle (1953)
- Fighter Attack, regia di Lesley Selander (1953)
- La figlia di Caino (The Shrike), regia di José Ferrer (1955)
- L'ultima battaglia del generale Custer (Tonka), regia di Lewis R. Foster (1958)

### Televisione
- Your Show Time – serie TV, 1 episodio (1949)
- Squadra mobile (Racket Squad) – serie TV, 1 episodio (1952)
- Fireside Theatre – serie TV, 1 episodio (1953)
- Lux Video Theatre – serie TV, 1 episodio (1955)
- Kings Row – serie TV, episodio 1x03 (1955)
- The Ford Television Theatre – serie TV, 1 episodio (1956)
- Warner Brothers Presents – serie TV, 1 episodio (1956)
- Letter to Loretta – serie TV, 1 episodio (1956)
- Jane Wyman Presents the Fireside Theatre – serie TV, 1 episodio (1956)
- Studio 57 – serie TV, 1 episodio (1956)
- Schlitz Playhouse of Stars – serie TV, 1 episodio (1957)
- Carovane verso il West (Wagon Train) – serie TV, 1 episodio (1958)
- Cheyenne – serie TV, 2 episodi (1957-1958)
- Disneyland – serie TV, 2 episodi (1959)